# 阳光占乡
阳光占乡，曾是中华人民共和国山西省晋中市和顺县下辖的一个乡镇级行政单位。2021年5月，撤销阳光占乡，整建制并入横岭镇。

## 行政区划
阳光占乡下辖以下地区：
阳光占村、赵村、小上庄村、下白岩村、拐子村、沙峪村、阳社村、张科村、西沟村、寒湖村、内阳村、胡松沟村、上阳村、崔上庄村、牛家沟村和张建村。